# Seiji Ozawa
Pour les articles homonymes, voir Ozawa.
 (février 2024).
Si vous disposez d'ouvrages ou d'articles de référence ou si vous connaissez des sites web de qualité traitant du thème abordé ici, merci de compléter l'article en donnant les références utiles à sa vérifiabilité et en les liant à la section « Notes et références ».
Seiji Ozawa (小澤 征爾, Ozawa Seiji) est un chef d'orchestre japonais, né le 1er septembre 1935 à Shenyang (aujourd'hui en Chine) et mort le 6 février 2024 à Tokyo. 
Ayant reçu les enseignements d'Herbert von Karajan et Leonard Bernstein, il dirige de nombreux orchestres internationaux dont l'Orchestre symphonique de Boston, l'Orchestre symphonique de Toronto, l'Orchestre symphonique de San Francisco, ainsi que des maisons d'opéra comme l'opéra de Vienne. 
Attaché à la fois au patrimoine japonais et à la transmission de son art, il fonde le Nouvel orchestre philharmonique du Japon, l'Orchestre international Saito Kinen, le Saito Kinen Festival, la Tokyo Opera Nomori et l'International Music Academy of Switzerland.

## Biographie

### Jeunesse et études
Seiji Ozawa naît le 1er septembre 1935 à Moukden (aujourd’hui Shenyang en Chine), dans l'état du Mandchoukouo créé après l'invasion japonaise de la Mandchourie. Issu d'une famille de paysans pauvres de la préfecture de Yamanashi, son père, Kaisaku Ozawa (1898-1970), parvient à force de travail à devenir dentiste et part à l’âge de 23 ans pour la Mandchourie. Sous l'égide de l’Association Concordia du Mandchoukouo dont il est un membre fondateur, il ouvre un cabinet à Changchun. C’est là qu’il rencontre et épouse Sakura Wakamatsu, la mère d’Ozawa. 
Ardent défenseur du pan-asianisme, Kaisaku déménage plus tard avec sa famille à Moukden. Le prénom de Seiji, le troisième fils du couple, témoigne de l'engagement politique paternel puisqu'il résulte de la contraction de deux prénoms, celui du général de l’armée impériale japonaise Seishirō Itagaki (dit « Sei »), auprès duquel Kaisaku a trouvé grâce, et celui de l'officier d'état-major de l’armée du Kwantung, Kanji Ishiwara (« Ji »). Le petit Seiji ne met les pieds sur le sol japonais qu’en 1941 à l’âge de six ans lorsque la famille s'installe à Tachikawa, une banlieue de Tokyo. Privé de l'autorisation d'exercer la dentisterie, son père est contraint de gagner sa vie en tant que cultivateur de riz. 
Sa première rencontre avec la musique a eu lieu à cinq ans lorsque sa mère lui offre un accordéon à Noël. Si son père est bouddhiste, sa mère de confession protestante emmène ses quatre fils à l'église où elle joue de l'orgue. Les hymnes chrétiens seront le premier contact de Seiji avec la musique occidentale. Il ne commence à prendre des leçons de piano qu’à l’âge de dix ans. La maison n'a pas de piano, et lorsque la famille en reçoit un de la part de ses proches, il faudra trois jours à Katsumi et Toshio, les deux frères aînés de Seiji, pour le transporter de Yokohama à Tachikawa dans une charrette à bras.
Ozawa rêve de devenir pianiste mais ses débuts tardifs le désavantagent. En décembre 1949, il assiste par hasard à un concert à la salle Hibiya Kōkaidō de Tokyo avec Leonid Kreutzer (en) dirigeant l’Orchestre symphonique du Japon (aujourd’hui l’Orchestre symphonique de la NHK) et jouant du piano. Cette expérience lui ouvre les yeux sur l’attrait de la direction d’orchestre.
À l’âge de 15 ans, il commence à étudier avec le chef d'orchestre et violoncelliste Hideo Saito, un parent maternel éloigné. Il poursuit sa formation en musique classique occidentale à l'université de musique Tōhō Gakuen de Tokyo, puis part pour l'Europe où il remporte le premier prix du Concours de chefs d'orchestre de Besançon en 1959. Cette récompense lui vaut d'être remarqué par le président du jury Charles Munch qui l'invite à diriger, à Tanglewood, l'Orchestre symphonique de Boston, une formation dont il sera le directeur musical durant près de trente ans, de 1973 à 2002. Il étudie également à Berlin avec Herbert von Karajan puis avec Leonard Bernstein en tant que chef d'orchestre assistant pour la saison 1961-1962 de l'Orchestre philharmonique de New York.

### Carrière
Directeur musical du festival de Ravinia (1964-68), de l'Orchestre symphonique de Toronto (1965-69) et de l'Orchestre symphonique de San Francisco (1970-76), il se produit également à la tête de nombreux orchestres prestigieux tels que l'Orchestre philharmonique de Berlin, de Vienne, de Londres, l'Orchestre national de France, l'Orchestre de Paris ou l'Orchestre symphonique de Chicago.
Il crée de nombreuses œuvres dont l'opéra Saint-François d'Assise d'Olivier Messiaen au palais Garnier en 1983, mais aussi des partitions de ses compatriotes nippons, entre autres Tōru Takemitsu. Toujours par attachement pour son pays d'origine, Seiji Ozawa fonde le Nouvel orchestre philharmonique du Japon, puis en 1984 l'Orchestre international Saito Kinen composé d'instrumentistes japonais appartenant à des orchestres occidentaux qui se réunissent tous les étés depuis 1992 au Saito Kinen Festival. En 2002, il dirige le prestigieux concert du nouvel an à Vienne avant de prendre la direction de l'opéra de Vienne, jusqu'en 2010.
En 2003, il fonde le Tokyo Opera Nomori, première compagnie lyrique du Japon, puis l'année suivante, l'International Music Academy of Switzerland. Cette école à but non lucratif est ouverte aux jeunes musiciens afin de leur enseigner la pratique de la musique de chambre et l’exercice de la forme orchestrale.
Lors d'un entretien littéraire, Seiji Ozawa répond à Haruki Murakami : "En effet Karajan m’a donné quelques bons conseils. "Le répertoire symphonique et l’opéra sont comme les deux roues d’un même essieu. Si l’un des deux manque, on ne peut aller nulle part. Le répertoire symphonique est composé de concerti, poèmes symphoniques, etc., mais l’opéra, lui, n’a rien à voir avec ces formes. Mourir sans avoir dirigé d’opéra, n’est-ce pas la même chose que mourir sans vraiment connaître Wagner ?....» Quand il m’a dit ça, j’ai su que je devais faire de l’opéra.".

### Dernières années
Atteint d'un cancer de l'œsophage diagnostiqué en 2010, il interrompt sa carrière trois années durant. Il reprend ses activités en 2014 après une rémission complète, se consacrant principalement à son festival, rebaptisé Seiji Ozawa Matsumoto Festival en 2015 en son honneur.
Seiji Ozawa meurt d'une insuffisance cardiaque à Tokyo le 6 février 2024 à l’âge de 88 ans,.

## Hommages
En 1999, John Williams compose For Seiji à l'intention de son 25e anniversaire à la tête de l'Orchestre symphonique de Boston.

## Distinctions
- 1998 : officier de la Légion d'honneur[8],[9], « pour son soutien à la musique française et ses travaux à l'Opéra de Paris ».
- 2004 : docteur honoris causa de l'Université Paris-Sorbonne

## Répertoire
Le répertoire très large de Seiji Ozawa s'étend de la musique baroque aux créations contemporaines. Parmi celles-ci, on peut citer San Francisco Polyphony de György Ligeti en 1975, Saint François d'Assise d'Olivier Messiaen à l’Opéra de Paris en 1983, The Shadows of Time (1997) ainsi que Le Temps l'horloge (2007) d’Henri Dutilleux.

## Discographie
Seiji Ozawa est à la tête d'une imposante discographie comprenant opéras, symphonies, etc. pour les labels Columbia, RCA, Deutsche Grammophon, EMI, Decca, Philips et Philips Classics.

#### Bases de données et dictionnaires
- (ja) Site officiel
- Ressources relatives à la musique :   - AllMusic
  - Bayerisches Musiker-Lexikon Online
  - Carnegie Hall
  - Discogs
  - Grove Music Online
  - Last.fm
  - MusicBrainz
  - Muziekweb
  - Rate Your Music
  - Songkick
- Ressources relatives au spectacle :   - Archives suisses des arts de la scène
  - Les Archives du spectacle
- Ressources relatives aux beaux-arts :   - Académie des beaux-arts
  - Union List of Artist Names
- Ressources relatives à l'audiovisuel :   - AllMovie
  - IMDb
- Ressource relative à plusieurs domaines :   - Radio France
- Notices dans des dictionnaires ou encyclopédies généralistes :   - Britannica
  - Brockhaus
  - Den Store Danske Encyklopædi
  - Deutsche Biographie
  - Enciclopedia De Agostini
  - Gran Enciclopèdia Catalana
  - Hrvatska Enciklopedija
  - Internetowa encyklopedia PWN
  - Nationalencyklopedin
  - Munzinger
  - Proleksis enciklopedija
  - Store norske leksikon
  - Treccani
  - Universalis
  - Visuotinė lietuvių enciklopedija
- Notices d'autorité :   - VIAF
  - ISNI
  - BnF (données)
  - IdRef
  - LCCN
  - GND
  - Italie
  - Japon
  - CiNii
  - Espagne
  - Pays-Bas
  - Pologne
  - Israël
  - NUKAT
  - Catalogne
  - Australie
  - Norvège
  - Croatie
  - WorldCat